# Pomaria
Pomaria és una població dels Estats Units a l'estat de Carolina del Sud. Segons el cens del 2000 tenia 177 habitants.

## Demografia
Segons el cens del 2000, Pomaria tenia 177 habitants, 70 habitatges i 46 famílies. La densitat de població era de 65,7 habitants/km².
Dels 70 habitatges en un 30% hi vivien nens de menys de 18 anys, en un 45,7% hi vivien parelles casades, en un 15,7% dones solteres, i en un 32,9% no eren unitats familiars. En el 24,3% dels habitatges hi vivien persones soles el 10% de les quals corresponia a persones de 65 anys o més que vivien soles. El nombre mitjà de persones vivint en cada habitatge era de 2,53 i el nombre mitjà de persones que vivien en cada família era de 2,91.
Per edats la població es repartia de la següent manera: un 23,2% tenia menys de 18 anys, un 9,6% entre 18 i 24, un 29,9% entre 25 i 44, un 19,8% de 45 a 60 i un 17,5% 65 anys o més.
L'edat mediana era de 38 anys. Per cada 100 dones de 18 o més anys hi havia 106,1 homes.
La renda mediana per habitatge era de 45.000 $ i la renda mediana per família de 49.000 $. Els homes tenien una renda mediana de 24.688 $ mentre que les dones 25.313 $. La renda per capita de la població era de 20.524 $. Entorn del 2,1% de les famílies i el 9,7% de la població estaven per davall del llindar de pobresa.

## Poblacions més properes
El següent diagrama mostra les poblacions més properes.